# Ellen Thayer Fisher
Ellen "Nelly" Thayer Fisher (Boston, 16 de abril de 1847 - Lanesboro, 15 de octubre de 1911) fue una ilustradora botánica estadounidense. Exhibió sus pinturas en la Academia Nacional de Dibujo de Estados Unidos y otras exposiciones. Desde 1872 una colaboradora activa en las exposiciones de la American Watercolour Society. Además de en galerías y exposiciones, sus pinturas de flora y fauna fueron ampliamente reproducidas como cromolitografías por el editor de Boston, Louis Prang.

## Biografía
Era hija de William Henry Thayer y Ellen Handerson Thayer. Su padre sirvió como cirujano con los Voluntarios de New Hampshire en la Guerra de Secesión. Su hermano menor, Abbott Handerson Thayer, se convirtió en artista y naturalista. Después de vivir en Boston, la familia se mudó a Woodstock, Vermont, y en 1855 a Keene, New Hampshire. Posteriormente, en 1867, se mudaron a Brooklyn, Nueva York.
Thayer se casó el 30 de junio de 1869 con Edward Thornton Fisher (16 de diciembre de 1836). Vivieron en Brooklyn, Nueva York, donde Thayer también habría alquilado un estudio. Tuvieron siete hijos: Faith (más tarde Sra. William Wallace Fenn), Henry, Edward, Richard, Margaret, Reginald y Eleanor.
Murió el 15 de octubre de 1911 en Lanesboro, Massachusetts.

## Trayectoria
Thayer Fisher probablemente fue autodidacta, pero pudo haber aprendido técnicas de dibujo y pintura de su hermano menor, el artista Abbott Handerson Thayer. Se centró en la flora y la fauna para sus obras al no serle permitido acceder a modelos desnudos por ser mujer. Es más conocida por sus acuarelas. Tanto antes como después de su matrimonio, fue muy activa en la Asociación de Arte de Brooklyn (1867–1884), en las exhibiciones de la Academia Nacional de Dibujo de Estados Unidos (1868–1880), en la Pennsylvania Academy of the Fine Arts (1877, 1885) y la American Water Color Society (1886).
Entre 1884 y 1887, Thayer Fisher trabajó para Louis Prang, cuya compañía utilizó sus obras y las de muchas otras artistas para producir tarjetas de felicitación con la técnica de cromolitografía. Fue una de las ilustradoras de las Flower fancies de Alice Ward Bailey (1889), que ha sido descrito como un "volumen exquisito", "encantador tanto para la vista como para la mente". Exhibió sus trabajos en la Exposición Mundial Colombina de 1893 en Chicago, Illinois.

## Legado
Su trabajo artístico está recogido en colecciones incluidas en el Museo de Arte Heckscher, la Biblioteca Pública de Nueva York, la Biblioteca Pública de Boston, la Biblioteca Huntington y la Colección de Arte Sellars de Mujeres Americanas en Indianápolis. Su obra Poppies fue incluida en la exposición especial Lines of Thought: American Works on Paper from a Private Collection (1996–1997) en el Museo Florence Griswold, Old Lyme, Connecticut. Su trabajo Nesting Bird in Apple Blossoms es parte del programa de intercambio cultural del Departamento de Estado de los Estados Unidos y se exhibió en Luxemburgo en 2001. Su obra Lady Slipper (1878) formó parte de la exposición “You Go, Girl! Celebrating Women Artists” celebrada en 2016 en el Heckscher Museum of Art de Nueva York.

## Obra

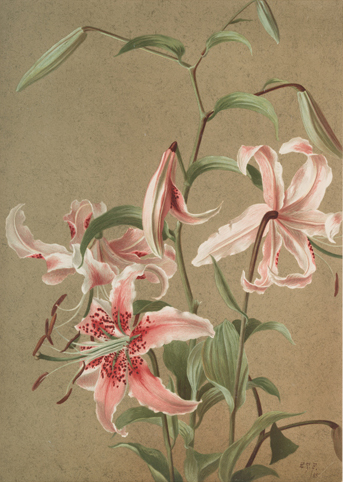
Japan Lily
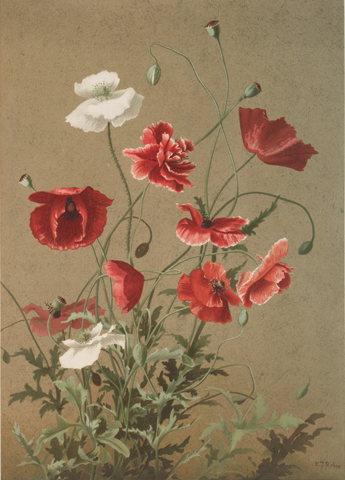
Poppies
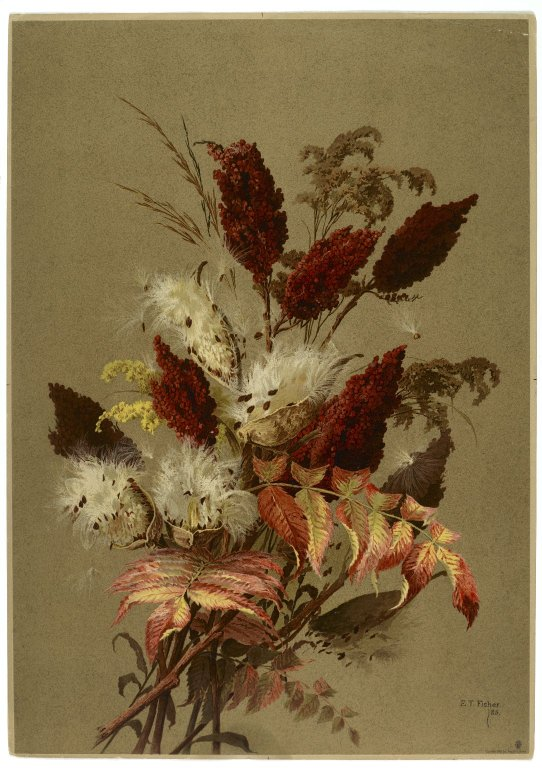
Sumac and Milkweed
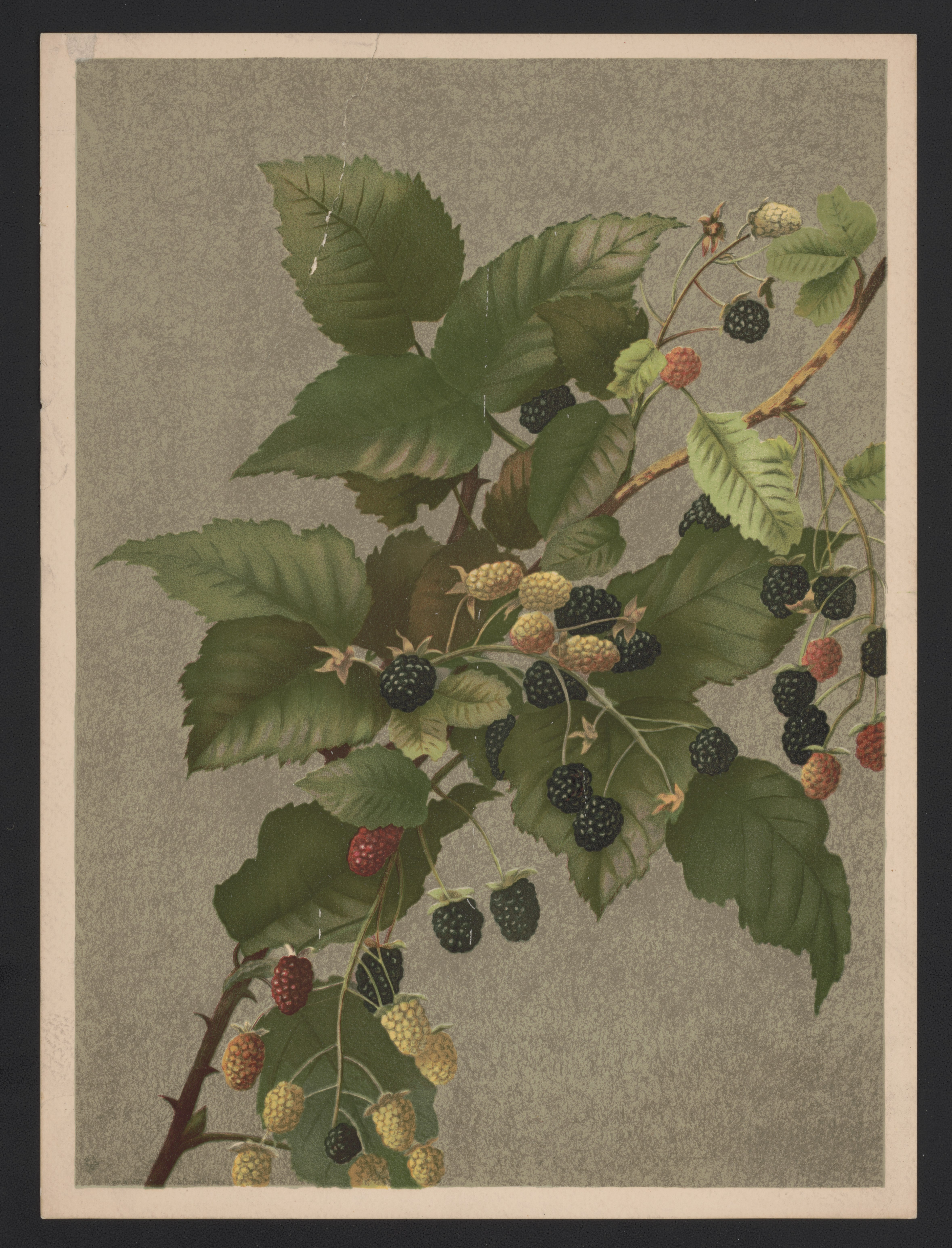
Blackberries
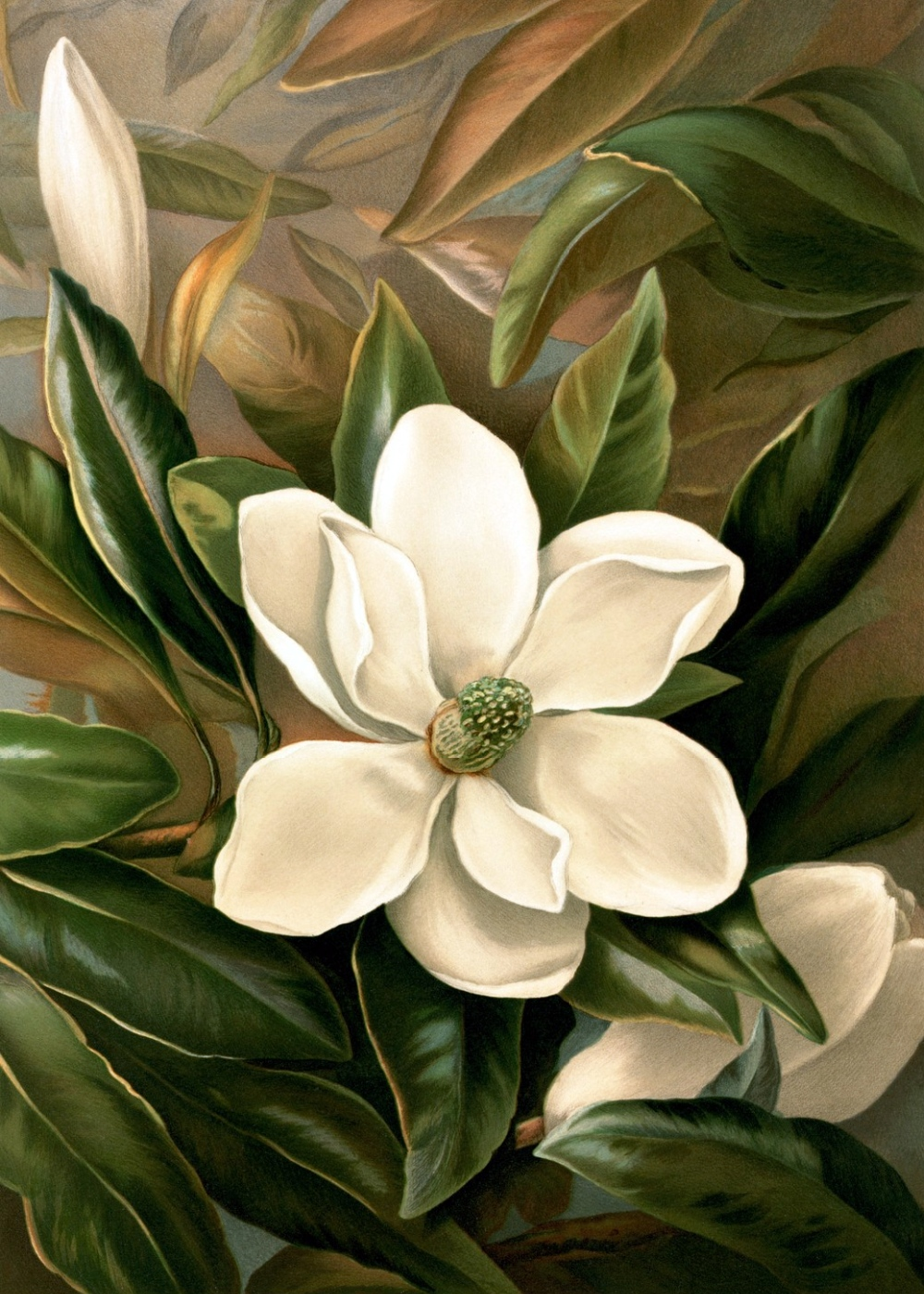
Magnolia grandiflora